# Методия Соколоски
Методия Соколоски (на албански: Методија Соколоски) е югославски историк, османист, преводач от османски турски език.

## Биография
Роден е в Прилеп в 1913 година, където завършва основното си образование и VI гимназиален клас. VII и VIII гимназиален клас завършва в Битоля, поради закриването на горните класове на Прилепската гимназия в Кралство Югославия. Научава турски език като дете в Прилеп. Учи във Философския факултет на Белградския университет ориенталска филология с история. Участва в комунистически студентски протести. Арестуван е от югославските власти, а по време на Втората световна война и от българските. В 1943 година е уволнен от държавна служба.
След войната от 1949 до 1951 година е редовен слушател в Института за социални науки в Белград. След като завършва обучението си, е назначен за директор на Института за национална история и по покана на Философския факултет в Скопие организира курсове по турски език и османска палеология. Избиран е за асистент, доцент и редовен професор във факултета. От 1951 година до пенсионирането си в 1978 година работи в архива на Председателството на турското правителство в Цариград. Специализира във Висшето училище за източни езици в Париж като стипендиант на френското правителство. В Цариград и Анкара микрофилмира архивна документация за историята на Македония от периода на османското владичество от XV - XVI век и като резултат подготвя и издава първия том на изданието „Турски документи за историята на македонския народ от 1607 - 1629 година“, издадено от Архива на Македония и в сътрудничество с трима други преводачи - Ариф Старова, Ванчо Бошков и Фетах Исхак. Вторият том за периода 1636 - 1639 година издава сам. От капитално значение са преводите с коментари, направени от Соколоски в пет обемисти тома, чийто материал се отнася до турските дефтери през XV и XVI век в Македония. Автор е на много научни статии. Носител е на редица обществени признания, включително наградата „13 ноември“ в областта на науката.
Умира след продължително боледуване на 24 октомври 1984 година.